# Parc naturel de la Sierra d'Espadan
Le parc naturel de la Sierra d'Espadan (catalan : Parc natural de la Serra d'Espadà) est un espace naturel protégé espagnol situé dans la Province de Castellón et dans la Communauté valencienne.

## Description
Le site se situe à l'extrémité est de la Sierra d'Espadan et couvre un espace de 31 182 hectares. Il a été classé parc naturel par le gouvernement valencien le 8 octobre 1998. C’est le deuxième plus grand espace protégé de la Communauté valencienne. Le parc fait partie d'une chaine montagneuse située  dans les contreforts du Système ibérique qui sépare les bassins des rivières Palancia au sud et Mijares au nord. La montagne est située entre les régions d’Alto Palancia, d’Alto Mijares et de la Plana Baja.
Le Sierra de Espadán a été déclarée réserve naturelle par la  Généralité valencienne le 29 septembre 1998.

## Communes concernées
Parmi les 19 communes concernées par le parc, 11 sont entièrement comprises dans les limites du parc :
- Ahín
- Alcudia de Veo
- Almedíjar
- Azuébar
- Chóvar
- Eslida
- Fuentes de Ayódar
- Higueras
- Pavías
- Torralba del Pinar
- Villamalur

Les 8 autres ne sont que partiellement couvertes :
- Alfondeguilla
- Algimia de Almonacid
- Artana
- Ayódar
- Matet
- Tales
- Sueras
- Vall de Almonacid
- Vall de Uxó

## Conseil d'administration du parc
- Président du Conseil d'administration: Maria Teresa Latorre Montañana
- Directeur-conservateur du P. N.: Antonio José cas Mollar
- Universités tutélaires Université Jaume I de Castellón
- Ministères  tutélaires : Industrie et Commerce, l'Emploi, Agriculture, des Pêcheries, de l'Alimentation et de l'environnement.